# Thalassema malakhovi
Thalassema malakhovi är en djurart som tillhör fylumet skedmaskar, och som beskrevs av Popkov, D.V. 1992. Thalassema malakhovi ingår i släktet Thalassema och familjen Echiuridae. Inga underarter finns listade i Catalogue of Life.